# 373 до н. е.

## Події
- землетрусом зруйнований кам'яний храм Дельфійського оракула
- правитель міста-держави Саламін Нікокл II
- місто-держава Тройзен воює проти афінян